# Lactarius violascens
Lactarius violascens é um fungo que pertence ao gênero de cogumelos Lactarius na ordem Russulales. Foi descrito cientificamente pelo micologista sueco Elias Magnus Fries em 1838.